# Diecezja Mar del Plata
Diecezja Mar del Plata (łac. Dioecesis Maris Platensis) – diecezja Kościoła rzymskokatolickiego w Argentynie, sufragania archidiecezji La Platy.

## Historia
11 lutego 1957 papież Pius XII bullą Quandoquidem adoranda erygował diecezję Mar del Plata. Dotychczas wierni z tym terenów należeli do archidiecezji La Platy.

## Biskupi diecezjalni
- Enrique Rau (1957–1971)
- Eduardo Francisco Pironio (1972–1975)
- Rómulo García (1976–1991)
- José María Arancedo (1991–2003)
- Juan Alberto Puiggari (2003–2010)
- Antonio Marino (2011–2017)
- Gabriel Mestre (2017–2023)
  - José María Baliña (nominat, 2023)[a]
  - Gustavo Manuel Larrazábal CMF (nominat, 2023–2024)[b]
- Ernesto Giobando SJ (od 2024)[2][3]